# 蒙塔古广场
51°31′5″N 0°9′33″W / 51.51806°N 0.15917°W

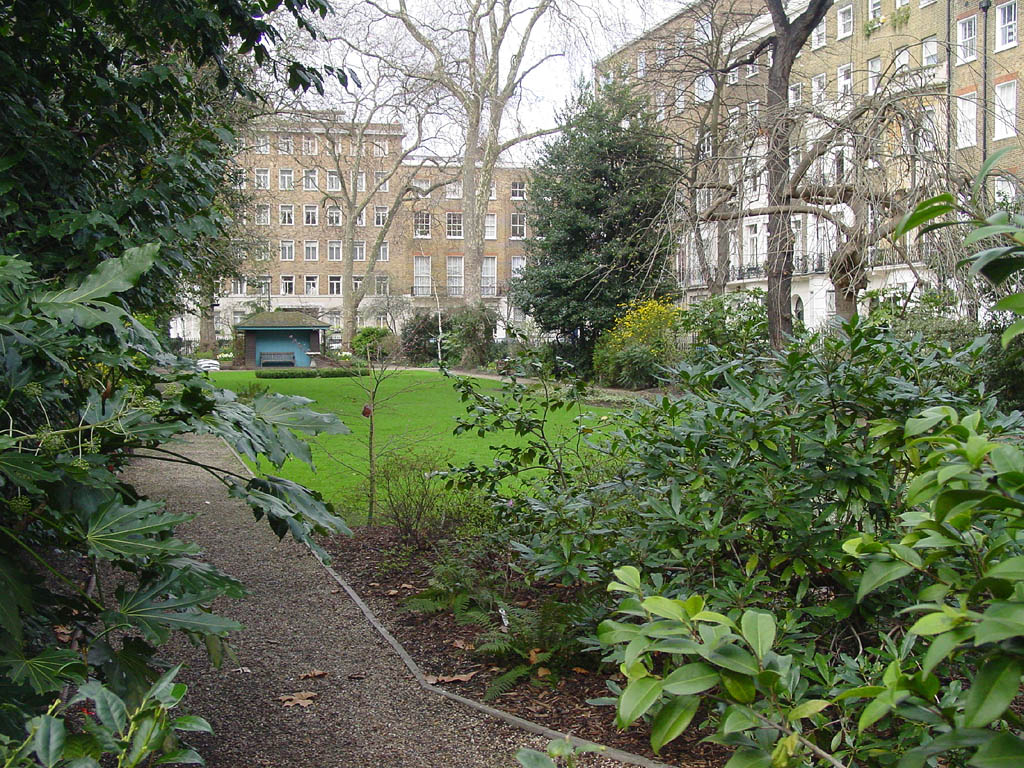
蒙塔古广场

蒙塔古广场（Montagu Square）是伦敦马里波恩的一个广场，位于大理石拱门稍北处，大约为225米×40m。它位于一片向东直延伸到波特兰坊（Portland Place）的网格路区域。沿北侧是蒙塔古坊（Montagu Place），沿南侧是乔治街。
蒙塔古广场建于1810年到1815年，为波特曼产业（Portman Estate）的一部分，同时兴建的还有略西面的布莱恩斯滕广场（Bryanston Square）。最早租用的是营造商戴维·波特。他以自己扫烟囱时的情妇伊丽莎白·蒙塔古命名这个广场。蒙塔古广场与布莱恩斯滕广场的建筑师都是约瑟夫·帕金森。